# Akrozom
Akrozom je specifická organela spermií. Obsahuje enzymy, které jsou schopné rozštěpit glykoproteinový obal oocytu (vajíčka) – zonu pellucidu a umožní tak spermii tímto obalem proniknout.

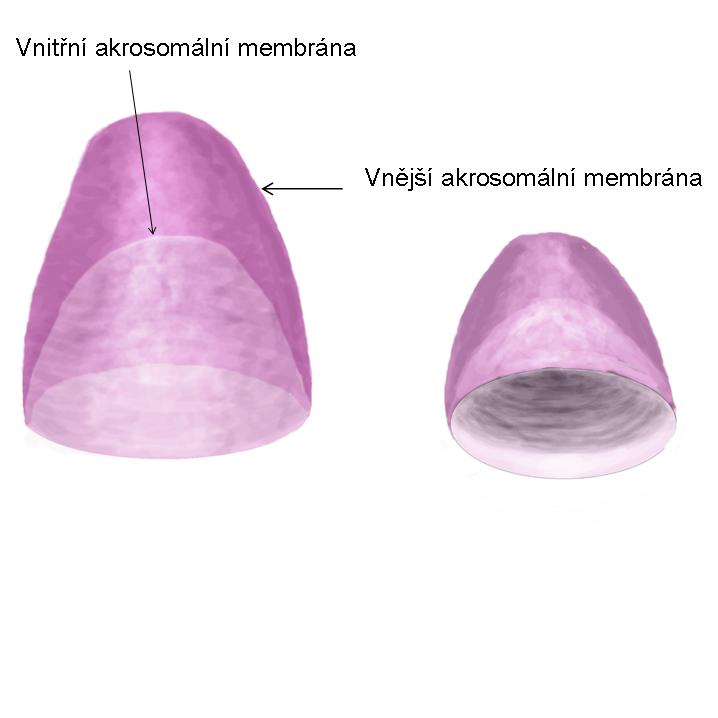
Akrozom
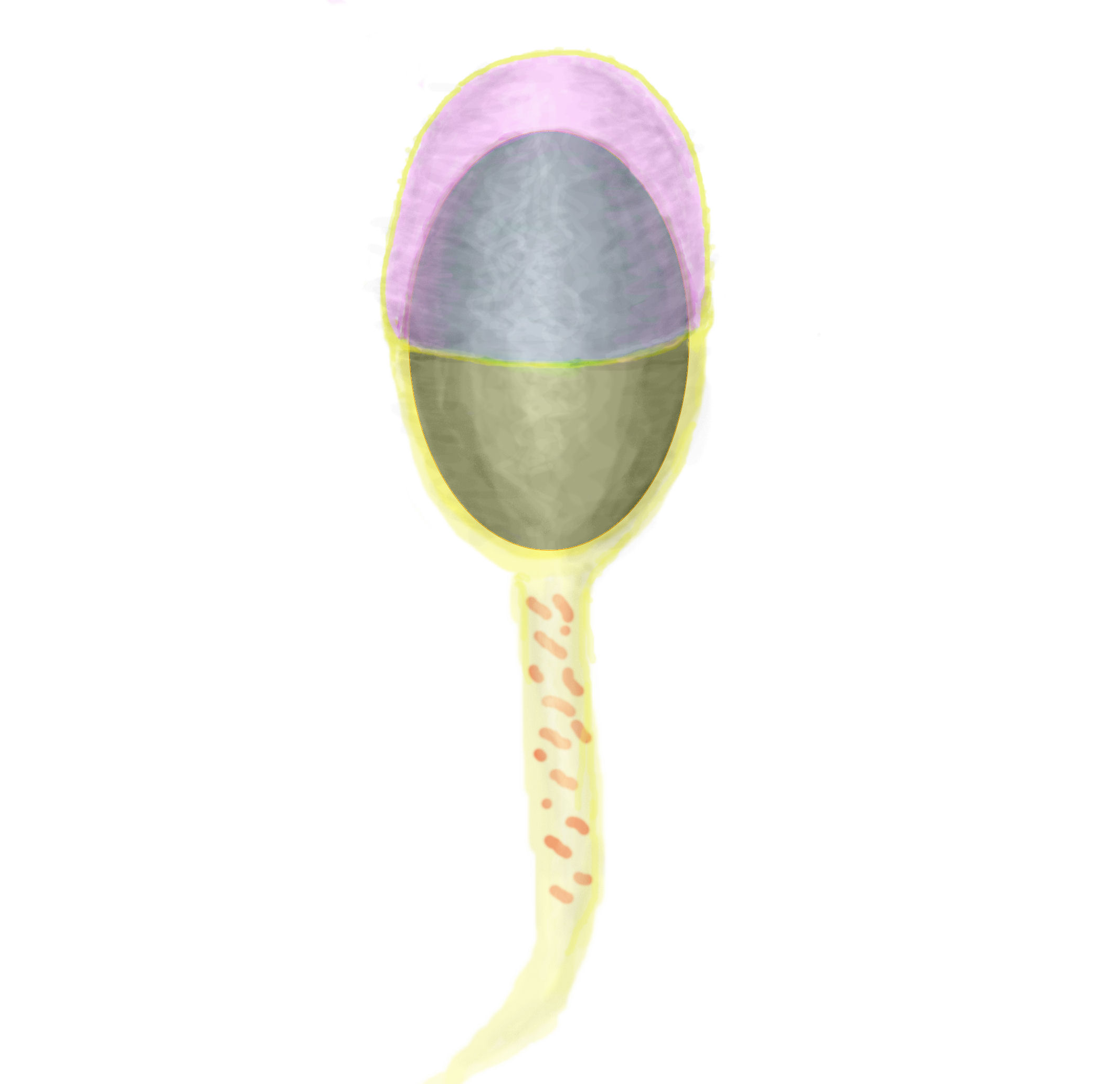
Spermie s akrozomem
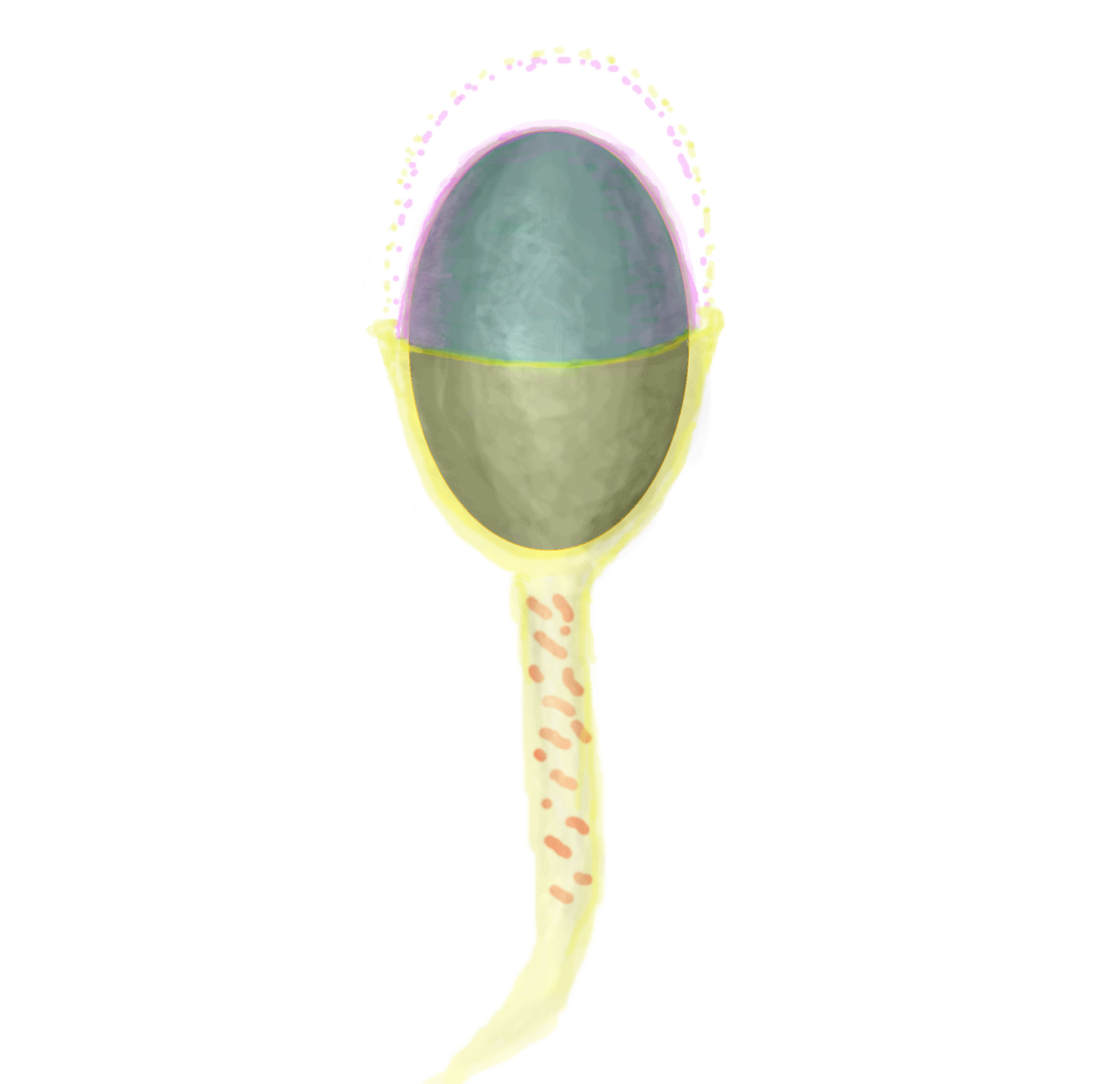
Spermie bez akrozomu

## Vznik akrozomu
- vzniká spojením sekrečních váčku uvolněných z Golgiho aparátu (váčky s obsahem akrosomálních proteinů lze detekovat už během pozdní pachytene [1]), během spermiogeneze spolu fúzují a vytváří jediný váček lokalizovaný na vršku hlavičky spermie. Procesu syntézy a sbalování akrosomálních proteinů se účastní protein kalmegin (pro buňky ve varleti specifický homolog chaperonu kalnexinu) v endoplasmatickém retikulu [2]
- během epididymální maturace získává akrozom svůj druhově specifický tvar. Dochází také k modifikaci některých akrozomálních proteinů (např. změny sacharidových struktur na proakrosinu)

## Obsah
Obsah akrozomu tvoří různé lytické enzymy:
- proteázy: akrosin (proteáza trypsinového typu exprimovaná pouze ve spermatogenních buňkách), kalpain II, pepsidáza podobná kolagenáze, pepsidáza podobna katepsinu D
- glykosidázy: β-galaktosidasa, hyaluronidasa, neuraminidasa, β-N-acetylglukosaminidasa
- lipázy: fosfolipasa A2, fosfolipasy C
- další

## Akrozomální reakce

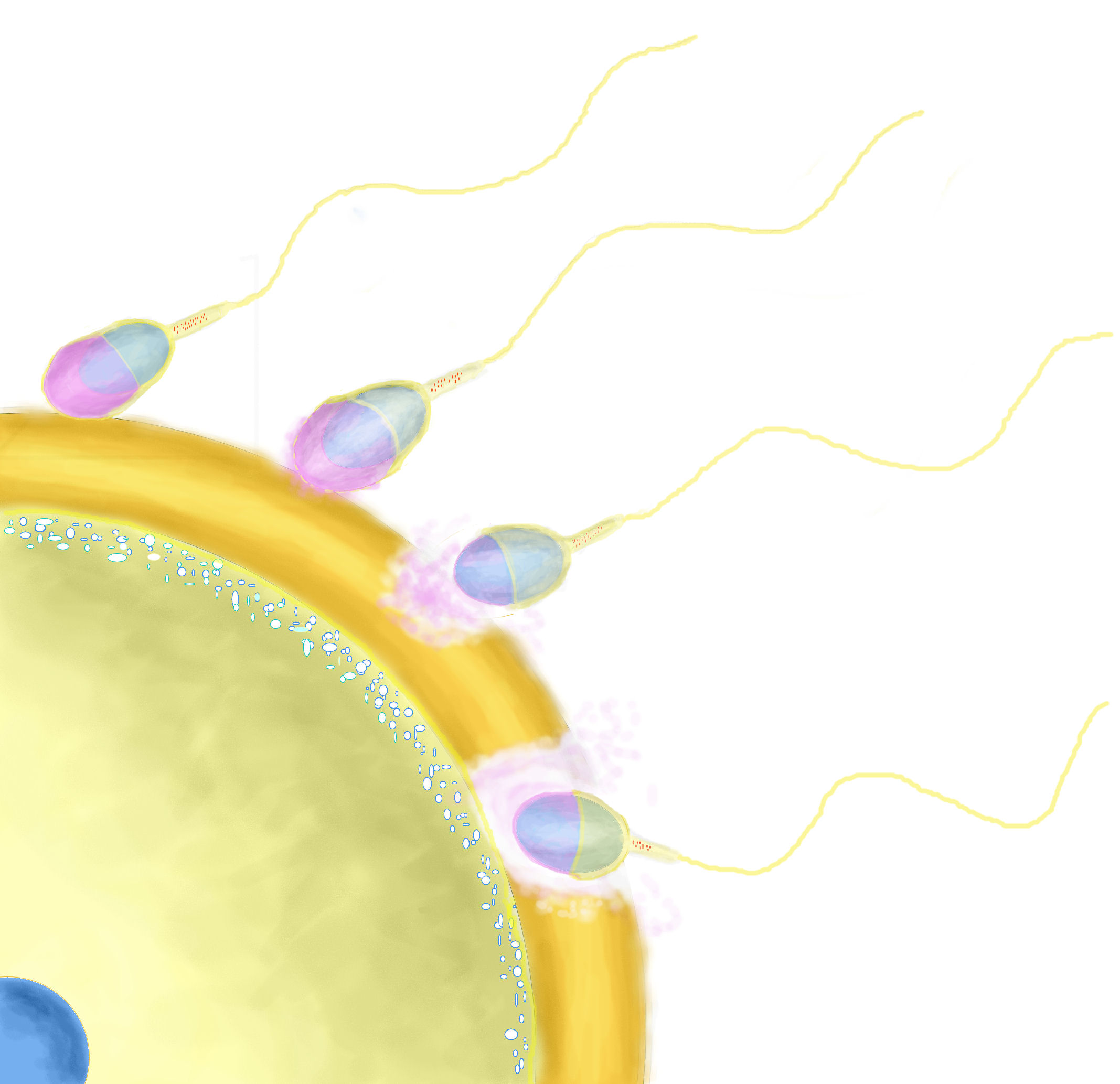
Akrozomální reakce

Po vhodném stimulu (kontakt spermie se zonou pellucidou) dochází ke splynutí vnější akrosomální membrány a cytoplazmatické membrány spermie. Obsah akrozomu se uvolní ven a začne enzymaticky štěpit zonu pellucidu. Receptory na vnitřní akrozomální membráně pomáhají udržet spermii přichycenou na zoně pellucidě, zatímco pohyby bičíku spermii pomáhají postupně pronikat zonou pellucidou.